# JSON-LD
JSON-LD, o JavaScript Object Notation for Linked Data ("notazione a oggetti JavaScript per linked data"), è un formato di interscambio di linked data, che utilizza JSON. Uno degli obiettivi dello standard è di richiedere agli sviluppatori il minimo sforzo possibile per trasformare delle risorse JSON esistenti in JSON-LD. Questo permette la serializzazione dei dati in modalità simili a quelle tradizionalmente usate per JSON. Si tratta di una raccomandazione del consorzio W3C, sviluppata in origine dal gruppo JSON for Linking Data e trasferita in seguito all'RDF Working Group per revisioni, miglioramenti e standardizzazione.
JSON-LD è progettato intorno al concetto di "contesto", per fornire delle mappature aggiuntive da JSON verso un modello RDF. Il contesto collega le proprietà di un oggetto in un documento JSON ai concetti di un'ontologia. Per poter effettuare il mapping della sintassi JSON-LD verso RDF, JSON-LD permette di forzare il tipo di certi valori o di assegnar loro un'etichetta per la lingua (italiano, tedesco, ...). Un contesto può essere inserito direttamente in un documento JSON-LD, o essere posto in un file separato, e poi referenziato da più di un documento JSON tradizionale, attraverso un link HTTP nell'header.

## Esempio
```
{

  
"@context"
:
 
{

    
"name"
:
 
"http://xmlns.com/foaf/0.1/name"
,

    
"homepage"
:
 
{

      
"@id"
:
 
"http://xmlns.com/foaf/0.1/workplaceHomepage"
,

      
"@type"
:
 
"@id"

    
},

    
"Person"
:
 
"http://xmlns.com/foaf/0.1/Person"

  
},

  
"@id"
:
 
"http://me.example.com"
,

  
"@type"
:
 
"Person"
,

  
"name"
:
 
"John Smith"
,

  
"homepage"
:
 
"http://www.example.com/"

}

```

L'esempio qui sopra descrive una persona, in base al vocabolario FOAF. Le due proprietà JSON name e homepage e il tipo person sono mappati su concetti del vocabolario FOAF. Il valore della proprietà homepage è specificato come di tipo @id, ossia come IRI nella definizione del contesto. In base al modello RDF, questo permette l'identificazione univoca, attraverso una IRI della persona descritta nel documento. L'uso di IRI risolvibili permette ai documenti RDF che contengono diverse informazioni di essere transclusi, rendendo possibile per i client che leggono, la scoperta di nuovi dati semplicemente seguendo i collegamenti. Questo principio è noto come Segui il tuo naso.
Attraverso l'annotazione semantica di tutti i dati, come nell'esempio precedente, un processore RDF può stabilire che il documento contiene informazioni su una persona (@type) e, qualora il processore fosse in grado di comprendere il vocabolario FOAF, sarebbe in grado di determinare quali sono le proprietà che identificano il nome e l'homepage della persona.